# 좌우합작운동
좌우합작운동(左右合作運動)은 1946년에 일제강점기 이후의 정부를 수립하기 위한, 조선의 좌우 세력이 합작하여 연대를 추진하였던 운동을 말한다. 이 운동에는 중도파 세력 인사들이 주축으로 구성되어 전개되었다.

## 배경

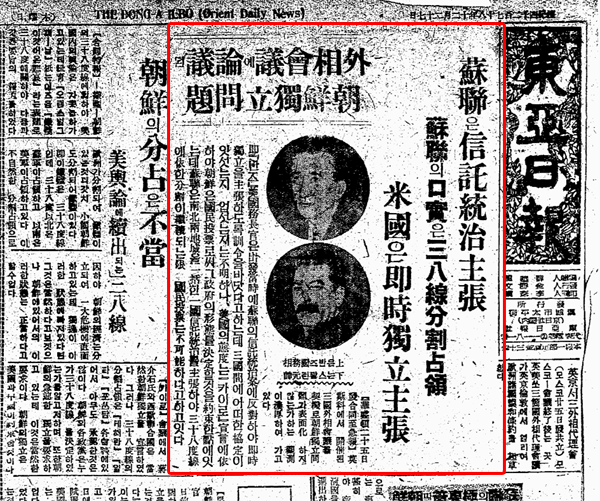
1945년 12월 27일자 동아일보에 실린 1면 기사. 기사 내용에는 '외상회의에 논의된 조선독립문제- 소련은 신탁통치주장, 소련의 구실은 38선 분할 점령, 미국은 즉시독립주장'이라 쓰여있다.

### 모스크바 3국 외상 회의
1945년 모스크바 3상 회의에서 신탁통치 문제를 놓고 좌,우익 세력 간의 대립이 상당히 격화되었다. 좌익세력에 박헌영이 신탁통치 찬성 입장을 발표하면서 우익진영은 박헌영을 성토한 뒤, 반탁운동을 주장하였고 김구·이승만 주도로 1945년 12월부터 신탁통치반대운동이 있었다. 12월 27일 김규식은 최초에는 신탁통치 반대입장을 펼쳤지만, 신탁통치 전문을 입수, 읽어본 후 신탁통치의 불가피성을 인정하였다. 안재홍 역시 신탁통치 반대에서 수용으로 돌아섰다.
한민당 내에서는 송진우가 신탁통치에 신중론 입장을 보이다가, 1945년 12월 29일 10시 경교장에 참석한 뒤, 다음날 새벽에 서울 원서동 자택에서 한현우에 암살되었다. 1946년 1월 8일, 여운형의 조선인민당을 중심으로 4당(한국민주당, 국민당, 조선공산당, 조선인민당)지도자와 임정세력들이 모여 이문제에 합의했는데, 핵심은 '모스크바 3상회의'의 결정이 조선의 자주독립을 보장하는데 전적으로 지지하며, 신탁은 장래 수립 될 우리 정부로 하여금 해결케 한다는 것이었다. 이 '4당 코뮤니케'는 해방 정국 분단정부가 들어설 때까지 좌우의 주요 정당이 유일하게 합의한 사항이라는 점에서 커다란 의의를 갖지만, 3상회의 결정에 대해 좌우가 적절하게 합의했다는 점에서도 중요하다. 그러나 이 합의는 중경 임시정부세력들과 한민당 보수파들이 반발로 하루도 못 가 휴짓조각이 되어버렸다. 이러한 신탁통치 찬반 논란속에 대한 입장차이는 좁혀지지 못하고 있었다.

### 제1차 미소공위 결렬과 정읍발언

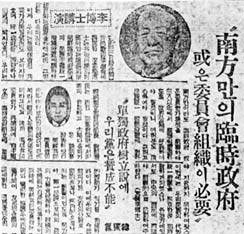
1946년 6월 3일 '남한 단독정부의 수립'을 주장한 이승만의 ‘정읍 발언’을 보도한 서울신문 1면 기사.

그리고 곧이어 1946년 3월에 제1차 미국-소련 공동위원회가 개최되었지만, 소련은 '모스크바 3상회의 협정지지세력만 통일 임시정부에 참여할 자격을 주자'는 주장이었고, 미국은 '모든 정치세력에 통일 임시정부에 참여할 자격을 주자'는 주장등으로 나뉘어 서로 입장 차이 좁히지 못하고 결렬되어, 무기한 휴회되었다.
그리고 곧이어, 1946년 6월에 이승만의 정읍발언과 단독정부 수립운동, 민주주의 민족전선 등에서 '단독정부 수립운동'에 대한 규탄시위 등으로 한반도내에는 좌,우익세력 간의 갈등이 더욱더 심화되어갔었다.

### 군정기 정치계파
해방 이후, 미군정 지역 내의 정치성향은 다음과 같이 정리될 수 있다.
- 이승만 계열의 대한독립촉성국민회
- 김성수 계열의 한민당 - 우파세력으로 신탁통치반대 입장, 남한만의 단독정부 수립 지향.
- 김구 계열 대한민국 임시정부계열 - 우파세력으로 신탁통치반대 입장, 남북 통일정부 수립 지향.
- 박헌영 계열의 조선 공산당등 - 좌파세력으로 모스크바 3상회의 의결 내용 찬성 입장. 남북 통일 정부 수립 지향.
- 여운형, 김규식, 안재홍등 중도파세력 - 신탁통치문제에 대해서는 신중한 입장.[5] 좌우합작운동과 미소공위 재개를 통해 남북 통일임시정부 수립 지향.

## 전개와 목표

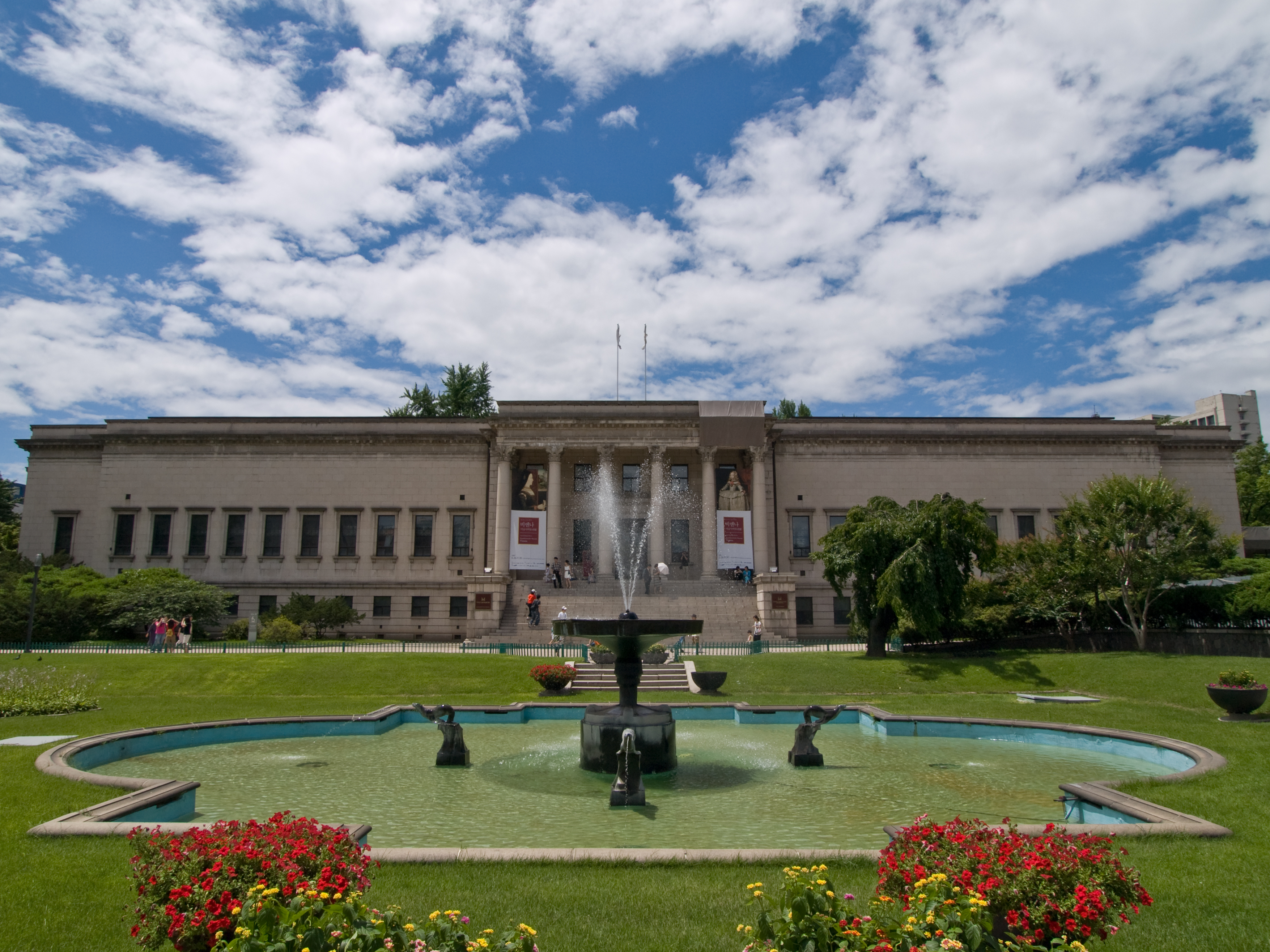
덕수궁 석조전. 이곳에서 미소공위가 개최되어 좌우합작위원회 회담이 열리곤 했었다.

좌우 대립이 격화되면서, 중도파 세력들은 좌,우대립이 계속되어, 미소공동위원회가 다시 열려 제자리를 잡지 못하면, 결국은 분단되고 말 것이라는 위기감을 느끼게 되었다. 여운형, 김규식, 안재홍등 중도파 인사들이 주도하여 1946년 7월, 좌우합작위원회를 수립하고, 위원장에 김규식을 선출하게 된다.
이들 인물 구성 중에서 중도 우익 계열에는 김규식, 안재홍, 원세훈, 최동오, 김붕준, 김약수 등 인사들이, 중도 좌익 계열에는 여운형, 허헌, 성주식, 장건상, 이영, 정노식, 정백, 이강국 등이었다.
좌우합작운동의 궁극적인 목표는 좌파, 우파 세력 등, 사상을 넘어서 조선 내의 모든 조직이 하나로 통합되어, 중도적 사상의 통일 정부수립하는 것이었다.
1946년 7월에 수립된 좌우합작위원회는 좌파세력들이 가져온 5원칙과 우파세력들이 가져온 8원칙에 입각하여 서로 절충하고 논의하면서 3개월 후, 1946년 10월에 합작위원회에서 좌우합작 7원칙을 합의하게 되어 제정하게 된다. 좌우합작 7원칙 내용은 다음과 같다.

1. 조선의 민주독립을 보장한 모스크바 3국 외상회의 결정에 의하여 남북을 통한 좌,우합작으로 민주주의 임시정부를 수립할것.
2. 미국-소련 공동위원회 속개를 요청하는 공동성명을 발표할것.
3. 토지개혁에 있어 몰수 유조건 몰수 체감 매상등으로 토지를 농민에게 무상으로 분여하여 시가지의 기지와 대건물을 적정처리하며 주요산업을 국유화 하여 사회 노동법령과 정치적 자유를 기본으로 지방자치제의 확립을 속히 실시하며, 통화및 민생문제등을 급속히 처리하여 민주주의 건국 과업완수에 매진할것.
4. 친일파 및 민족반역자를 처리할 조례를 본 합작위원회의 입법기구에 제안하여 입법기구로 하여금 심리 결정하여 실시케 할것.
5. 남북을 통하여 현 정권하에서 검거된 정치 운동자의 석방에 노력하고, 아울러 남북 좌,우익 테러적 행동을 일체 즉시로 제지토록 노력할것.
6. 입법기구에 있어서는 일체 그 권능과 구성방법, 운영등에 관한 대안을 본 합작위원회에서 작성하여 적극적으로 실행을 기도할것.
7. 전국적으로 언론,집회,출판, 교통,투표등의 자유가 보장되도록 노력할 것.

좌우합작 7원칙은 극도로 분열되어가던 해방이후의 혼란한 정치상황속에서 좌,우익세력이 한걸음 양보해서 얻은 소중한 결실이었기에 사상과 이념을 넘어선것에 큰의의를 둔다.
당시, 좌우합작 7원칙 내용중 '제3조 토지개혁'과 '제4조 친일파 청산'이 가장 주요한 내용사안 이었는데, 이 원칙에 대해 일부세력은 강하게 반발하여 좌우합작운동에 비난하기도 했었다. 한국민주당은 토지 개혁의 방법(유상 몰수, 무상 분배)에서 무상 분배가 재정 파탄을 초래하게 될 것이라며 반대하였다. 한편 조선공산당은 토지 개혁의 방법에서 유상 몰수가 지주의 이익을 위한 것이라는 점, 입법 기구의 결정이 미군정의 거부권을 넘어설 수 없다는 점을 들어 반대하였다.
좌우합작 7원칙을 논의하는 과정에서 미군정이 좌우합작에 간접적인 지원을 하였는데, 그 이유는 미군정이 주선한 우익계열만의 정치개편은 이미 한계를 드러낸 상황이었기 때문이었다. 이에 미군정은 이승만과 김구를 신뢰하지 않게 되었고, 그 결과 미군정은 새로운 방도를 모색하기 위해 중도파 정치인사 여운형과 김규식 지지로 돌아서게 되었던 것이다. 이러한 미군정의 개입과 간접적 지원에 탄력을 받아 1946년 12월에 남조선과도입법의원(미군정의 과도 입법기구를 말한다.)이 구성되어 제정되었다. 이렇게 되어 1946년 여운형과 김규식을 중심으로 합리적이고 중도적인 좌우세력을 결집시키는 좌우합작이 전면에 급부상하게 된다.

## 당시 좌우익 세력의 반응

1946년 10월 28일 좌우합작운동 시사만평. 극좌세력과 극우세력이 합작을 방해하는 것을 풍자하고 있다. 그림에서 악수하고 있는 왼쪽 인물은 여운형, 오른쪽 인물은 김규식.

좌우합작운동에 대해서 김구가 이끄는 한국독립당과 신한민족당은 공식적으로 지지를 나타냈었다. 그러나, 내부에서 이승만의 단독정부 수립에도 찬성을 하는등 좌우합작에 대해 반대가 거세었기 때문에 한독당 당수 김구의 입장은 적극 참여하기보다는 관망하는 자세로 애매하였고, 한국독립당 내부에서 조소앙은 '신탁통치안에 반탁이 보장되어야 한다'는 조건하에서 좌우합작에 다소 비판적이었으며, 신익희는 반대를 나타냈었다. 한독당이 좌우합작에 소극적 입장을 보이자, 당시 친일파 처리문제에 대한 한독당의 입장을 비판하는 목소리가 높았다. 이승만 역시도 좌우합작운동에 대해 애매한 태도를 취했으며, 친일파세력과 김성수를 비롯한 동아일보 계열의 한민당도 좌우합작운동은 한민당의 몰락을 의미할 수 있었기 때문에 부정적 태도를 나타냈었다.
1946년 5월, 미군정이 정판사 위조지폐 사건으로 인해 조선공산당 탄압을 본격화하자, 조선공산당은 9월 총파업과 대구 10.1 사건등으로 맞대응하면서 미군정과 정면충돌하게 된다.
그렇게 됨으로써, 남로당과 한민당등 좌,우파 세력들은 반대,불참을 하였다.

## 당시 여론의 반응
해방정국 군정기 시기 김규식과 여운형이 주장한 '좌우합작에 의한 민족국가 건설'은 대중들로부터 광범위한 지지를 받았었다.
1946년 8월 미군정이 8000여명을 상대로 실시한 설문조사 결과에 따르면, 정치형태에 대해서는 대중정치(대의정치) 85%, 계급독재 3%, 체제에 대해서는 사회주의 70%, 자본주의 14%, 공산주의 7% 등의 응답을 보였다. 이에 대해 서중석 성균관대학교 사학과 교수는 “기회주의자는 극좌와 극우에 많았”으며 “김규식·안재홍·여운형·조소앙 등은 생명의 위협을 받으면서도 처음부터 끝까지 통일민족국가 건설을 위해 노력했다”고 분석했다.

## 좌우합작위원회의 결속

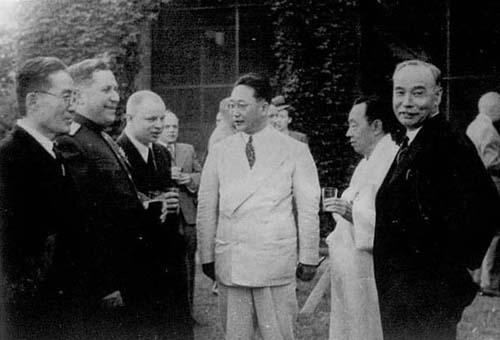
1947년 5월, 제2차 미소공위당시 사진. 오른쪽부터 여운형, 김규식,이묘묵,말리크, 테렌티 스티코프(소련군정 사령관), 허헌

1947년 이 무렵에는 미국 정가에서는 소련과의 협력무드가 깨졌고, 뒤이어 매카시즘 열풍이 불면서 미 국무성 안에 있던 진보적 관리들이 '빨갱이'로 몰려 투옥되는 사태를 빚으면서 미국의 대한정책도 반공노선으로 급선회하게 되고, 여기서 미군정기 조선의 상황도 영향을 미치게 되면서 중도파 정치세력은 수차례 테러를 당하게 된다.
이러한 상황속에서 1947년 5월 21일에 제2차 미소공위가 재개되었다. 미소공위 개최 이전 신탁통치를 반대하였던 우익진영 정당,단체들은 미소공위에 협력할 것을 거부하였다. 그러나, 우익진영 내부에서 한민당 일부세력은 미소공위에 무조건 참가할 것을 주장하여 다수의 당 중진들이 탈당하는 사태를 빚게 되었다.
한편, 중간 진영인 좌우합작위원회는 5월 23일 김규식 명의로 '합작 7원칙'에 명시된 바와 같이 우리의 최대목표인 공위가 재개 되었으므로 "최속기간 내에 통일된 민주주의 임시정부 수립을 성취하자"는 성명서를 발표한다.
이렇게 됨으로써 좌익과 중간진영은 물론 대부분의 우익진영도 통일 임시정부 수립을 위해서 미소공위 참가는 불가피하게 되었으며, '신탁통치안 문제는 새로운 임시정부 수립 후에 민족총의로 반대해야 한다.'는 조건부 입장하에 미소공위참가를 결정하게 된다. 좌우합작위원회는 미소공위의 성공적 추진에 의하여 통일임시정부 수립을 위해 중간파 세력의 보다 광범위하게 결집하게 된다.

## 좌우합작운동의 실패와 해체

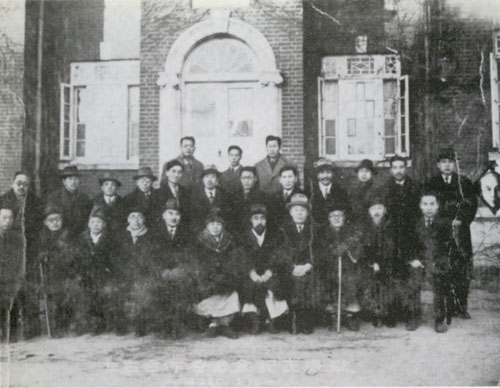
1947년 12월, 좌우합작위원회 해단식.

당시 미군정은 조선 공산당 등의 좌익 세력에 대한 탄압을 강화하면서, 다른 한편으로는 좌우합작운동을 옹호하였다. 그러나 이후 냉전 체제가 심화되자 미군정은 1947년 3월에 좌우합작운동 지원약속을 철회하고 우익 세력을 옹호하게 된다.
미국의 좌우합작운동에 대한 지원은 단체의 결성 이후 사실상 없었다고 볼 수 있는 것이다.
이 좌우 합작 운동은 김규식, 여운형, 안재홍등 중도파 인사들이 주도하여 통일임시정부의 수립을 지향하면서 한동안 활기를 띠었으나, 좌우의 대립이 더욱 극심해지면서 중도파 인사들은 수 차례 극우세력과 극좌세력으로부터 신변의 테러와 위협을 당하게 된다. 이어서 7월 19일에는 좌우합작 운동의 구심점 역할이자, 중도좌파세력들의 중심 인물인 여운형이 암살되어 좌우합작운동은 이후 구심점을 잃어가게 되어버리고, 곧이어 1947년 10월에 제2차 미소공동위원회마저 결렬되어버리면서 미국이 결국 한반도 문제를 UN으로 이관하게 된다. 1947년 12월에 좌우합작위원회는 공식해체되어 실패로 끝나게 된다. 이로써 '통일 임시정부' 수립을 위한 좌우합작운동은 좌절되어 실패로 끝나게되고, 한반도는 남한내에 단독정부 수립안이 확정되기에 이르렀다.
좌우합작운동은 실패하였지만 그 취지는 김규식 등을 통해 남북협상으로 이어진다.

## 참고 자료
- 김규식 여운형과 좌우합작 주도하기도
- 단독선거’…미국의 집요한 떼쓰기
- 몽양의 죽음으로 좌절된 좌우합작

## 같이 보기
- 여운형
- 김규식
- 안재홍
- 미소공동위원회
- 미군정기
- 모스크바 3상회의
- 남조선과도입법의원
- 전조선 제정당사회단체 대표자 연석회의